# Nuala Ní Dhomhnaill
Nuala Ní Dhomhnaill (ur. 1952 w Lancashire, Anglia) – czołowa irlandzka poetka.

## Życiorys
Urodziła się w Lancashire w 1952, w dwujęzycznej irlandzkiej rodzinie. W wieku pięciu lat przeprowadziła się krewnych mieszkających w An Daingean w hrabstwie Kerry i w Nenagh w hrabstwie Tipperary. Studiowała literaturę irlandzką i angielską na University College Cork. Podczas studiów działała w irlandzkojęzycznym ruchu poetyckim Innti, wydającej magazyn o tej samej nazwie. Przez kilka lat mieszkała w Holandii i Turcji razem z mężem, w 1980 wróciła do Irlandii, do Dublina. Rok później, w 1981, ukazał się jej pierwszy tom wierszy, zatytułowany An Dealg Droighin. W tym samym roku została członkinią Aosdána. W 1985 napisała sztukę Jimín na podstawie irlandzkiej opowieści Jimín Mháire Thaidhg. Nauczała na Uniwersytecie Nowojorskim, Boston College i Villanova University. W latach 2001–2004 pełniła urząd Ireland Professor of Poetry.
W swojej twórczości używa języka irlandzkiego. Na język angielski do wydań dwujęzycznych jej wiersze tłumaczyli Seamus Heaney, Michael Longley, Derek Mahon, Eilean Ni Chuilleanain, Medbh McGuckian i Paul Muldoon. Porusza tematy relacji między kulturami angielską i irlandzką, przemocy, wojny domowej i emancypacji kobiet. W twórczości nawiązuje do mitologii i folkloru celtyckiego.
W 2018 roku otrzymała Międzynarodową Nagrodę Literacką im. Zbigniewa Herberta, przyznawaną za całokształt twórczości

## Twórczość
- Nuala Ní Dhomhnaill: An Dealg Droighin. Dublin: Cló Mercier, 1981. ISBN 0-85342-655-4. (irl.). Brak numerów stron w książce
- Nuala Ní Dhomhnaill: Féar Suaithinseach. Maynooth: An Sagart, 1984. (irl.). Brak numerów stron w książce
- Nuala Ní Dhomhnaill: Rogha Dánta: Selected Poems. Dublin: Raven Arts Press, 1988. ISBN 1-85186-027-4. (ang.). Brak numerów stron w książce
- Nuala Ní Dhomhnaill: Pharaoh's daughter. Oldcastle: Gallery, 1990. ISBN 1-85235-057-1. (ang.). Brak numerów stron w książce
- Nuala Ní Dhomhnaill: Feis. Maynooth: An Sagart, 1991. ISBN 1-870684-21-4. (irl.). Brak numerów stron w książce
- Nuala Ní Dhomhnaill: The Astrakhan Cloak. Paul Muldoon (tłum. na ang.). Oldcastle: Gallery, 1992. ISBN 1-85235-105-5. (ang.). Brak numerów stron w książce
- Nuala Ní Dhomhnaill: Spíonáin is Róiseanna. Dublin: Cló Iar-Chonnachta, 1993. ISBN 1-874700-95-8. (ang.). Brak numerów stron w książce
- Nuala Ní Dhomhnaill: The Water Horse. Eiléan NíChuilleanáin, Medbh McGuckian (tłum. na ang.). Oldcastle: Gallery, 1999. ISBN 1-85235-233-7. (ang.). Brak numerów stron w książce
- Nuala Ní Dhomhnaill: The fifty minute mermaid. Paul Muldoon (tłum. na ang.). Oldcastle: Gallery, 2007. ISBN 978-1-85235-375-9. (ang.). Brak numerów stron w książce

W Polsce jej wiersze ukazały się w 2012 w antologii Sześć poetek Irlandii w tłumaczeniu Jerzego Jarniewicza.

## Nagrody
- Duais Sheáin Uí Ríordáin (1982, 1984 i 1990)[1]
- Duais Na Chomhairle Ealaíne um Filíochta (1985 i 1988)[1]
- Gradam an Oirechtais (1984)[1]
- Irish American Foundation O’Shaughnessy Award for Poetry (1988)[1]
- American Ireland Fund Literature Prize (1991)[1]
- Międzynarodowa Nagroda Literacka im. Zbigniewa Herberta